# Oligosoma
Oligosoma é um gênero de lagartos da família scincidae encontrado apenas na Nova Zelândia.

## Espécies
- Oligosoma acrinasum
- Oligosoma chloronoton
- Oligosoma fallai
- Oligosoma gracilicorpus
- Oligosoma grande
- Oligosoma homalonotum
- Oligosoma inconspicuum
- Oligosoma infrapunctatum
- Oligosoma lineoocellatum
- Oligosoma longipes
- Oligosoma maccanni
- Oligosoma microlepis
- Oligosoma moco
- Oligosoma nigriplantare
- Oligosoma notosaurus
- Oligosoma otagense
- Oligosoma smithi
- Oligosoma stenotis
- Oligosoma striatum
- Oligosoma suteri
- Oligosoma taumakae
- Oligosoma waimatense
- Oligosoma zelandicum